# 飞行面条怪物
飛行麵條怪物（英語：Flying Spaghetti Monster，縮寫：FSM，又译飛麵大神，簡稱麵神），是飛行麵條怪物信仰（Church of the Flying Spaghetti Monster，或稱，又译飛天麵條神教、飛行麵條神教、飞麵神教）信奉的神祇，其是一場以諷刺的方式反對某些宗教教派把所宣称的智能设计论（生物并非出于演化，而是源自某种超自然智能的设计）加入美國公立学校的自然科學課的社會運動。该教聲稱“飛行麵條怪物”创造了世間萬物，因而尊奉其为上帝。據信徒所言，飛天麵條神教是一個「真實及合法程度不亞於其他宗教的宗教」。目前，該教在臺灣的教團分部「台灣人文煮意麵團」已於2017年向中華民國內政部申請登記為人民團體獲准。飛麵神教教會（英語：Church of the Flying Spaghetti Monster）為此特別發文表示祝賀。在紐西蘭，飛天麵條神教則已獲授權，可以舉辦婚禮，並在2016年4月舉辦首場具法律認受性的飛麵神教式婚宴，同時美國聯邦法官約翰·M·杰拉德裁定“飛天麵條神教”並不是真正的宗教。在2018年8月，荷兰國務院也同樣認定飛天麵條神教不是真正的宗教。
飛行麵條怪物第一次於博比·亨德森所寫的諷刺性公開信中提及，公開信用以抗議堪萨斯州教育委員會的決策，其允許在美國公立学校的自然科學課教授智能设计论，作为演化論的替代解釋。後來亨德森在其網站上公佈信件内容後，飛行麵條怪物迅速成為網絡爆紅現象及反對在公立學校教授智能設計的象徵。
由於其知名度和曝光率，飛行麵條怪物經常用以作為羅素的茶壺的現代版本，指出舉證責任在提出不可證偽的要求的人身上，而不是反對者身上。飞行面条怪物信仰已受到科學界的讚譽及智能设计擁護者的批評。飛天麵條神教的信徒也參與跟創造論者的爭論，包括在佛羅里達州波爾克縣的爭論，他們在勸阻當地學校董事會通過教授演化論的新法規中發揮了作用。
亨德森一般在飛行麵條怪物信仰总坛及《飞行面条怪的福音》（2006年由亨德森编写，核心信念是一个不可见且不可感知的飛行麵條怪物創造了宇宙）介紹飞行面条怪物信仰的教義（一般為對神創論的諷刺），海盜們被尊稱為原教徒。亨德森還聲稱海盗数量的减少和全球气温的上升有着正相关性。他的社區網站上則用來分享飛行麵條怪物的相關理念、其手工工藝图片以及討論飛行麵條怪物的「踪跡」。
借助互联网，这个“宗教”现象很快获得了媒体关注，知名度蹿升，并吸引众多的追随者。很多无神论和不可知论者也借此现象阐释自己的观点。

## 起源
2005年1月，24歲的俄勒冈州立大学物理学士毕业生博比·亨德森給堪州教委發了一封關於飛行麵條怪物的公开信。 其目的在于反对美国堪萨斯州教育委員會所通过的一项决议，该决议允许智能设计论和演化论一道作为该校的科学课程，並具有等同的学分。在公开信中，亨德森宣稱他相信，只要科學家采用放射测年法等科学方法以试图确定事物年龄时，飞行面条怪便会通过「他面条般神圣的附肢来改变测量结果」以諷刺神創論。亨德森認為，他的信仰和智能设计论一樣都是可接受的解釋，並且呼籲令他的信仰跟智能设计论及演化论一樣在自然科学课上取得相同课时，這封信之前發給了堪薩斯演化聽證會作為在生物課教授智能設計的反對論據。亨德森自稱為代表十幾萬人的「關注市民」，支持教授智能設計且他認為「宇宙是由一個会飛行的麵條怪物創造的」也同樣令人接受。公开信中，他要求飞行面条怪物信仰的创世学说也成为自然科学课的正式教学内容。他在公开信中说：“
我认为我们应该团结一致，为三种理论在全国，乃至全球的自然科学课上取得相同课时而奋斗：三分之一的时间给智能设计论，三分之一给飞行面条怪物信仰，余下的时间给那个符合逻辑而有着压倒性物证的推测学说（指演化论）。”
亨德森针对「智能设计者身份不明」这一点，即任何可以想像到的事物都可以完成「设计者」的任務，包括飛行麵條怪物，因此宣称创世者是一個會飞行的面条怪物。亨德森进一步解释说：
“我并不反对宗教。但是我反对把宗教装扮成科学。如果有个上帝，而且他足够聪明，那么我认为他应该具备幽默感（意为上帝也能理解亨德森的行为）。”
直到2005年5月，堪州教委并没有对公开信作出任何回应。亨德森于是在他的个人网站上公布了公开信的内容。不久後，飛天麵條神教便成為了一個網絡現象。這時，他從董事會的成員中收到了答复。 四個董事成員中有三個反對修改課程並作出正面回應，餘下一個則回應「嘲笑上帝乃嚴重罪行」。亨德森還公佈了攻擊性郵件的顯著數量，包括他收到的死亡威脅。在發送公開信後一年內，亨德森收到了成千上萬關於飛行麵條怪物的電子郵件，最終總共收到了超過60,000封電子郵件。他說其中「大約95％支持我的論點，而另外5%說我要下地獄」。在那段時間，他的網站獲得數百萬的點擊率。

### 網絡現象

FSM的標誌，由BoingBoing的讀者設計，其惡搞了基督教的耶穌魚

亨德森的犀利的反讽引来了众多支持者。他们纷纷在亨德森的网站上以各种形式的反馈（如留言、发表相关艺术品、用PhotoShop软件编辑修改过的可以“证明”飞行面条怪存在的照片等）表示支持。很多博客也纷纷关注这个事件。随着支持者人数激增，亨德森开始在网站上出售与其新创立的「宗教」相关的商品，如恤衫、茶杯等。他推论说，因为美国总统乔治·布什和参议员比尔·福利斯特已经公开支持教授非演化论学说，因此他们也支持教授飞行面条怪物信仰。
飞行面条怪物信仰立刻登上诸如Boing Boing、嚇人玩意、伪基百科和Fark.com之类的恶搞网站的头条。而且，飛行麵條怪物的國際知名度也开始上升及很多愛好者纷纷成立网站表示支持 。当飞行面条怪物信仰逐渐成为反对智能设计论的新标志时，主流媒體也意识到了它的意义，开始关注此事。飛行麵條怪物成為反對在公共教育中教授智能設計的象徵 。亨德森的公開信刊登於許多大型報紙上，如纽约时报、华盛顿邮报、芝加哥太陽報，並獲得“全球媒體的廣泛關注”，據一名記者所言 。亨德森本人也惊异于他的“新宗教”的威力，说他最初写信的目的也不过是「为了自娱自乐」。
2005年8月，Boing Boing网宣布悬赏25万美元给任何能以經驗主義证明耶稣不是飞行面条怪物的儿子的人。奖金随后追加到了100万美元，這是为了讽刺年轻地球创造论者肯特·賀文德的類似挑戰。
根據亨德森所言，有關飞行面条怪物信仰的报道引起了書籍出版商的注意，同一時間有6間出版商有興趣出版關於飞行面条怪物信仰的書籍。於是在2005年11月，亨德森以維拉德出版社的捐款開始編寫《飞行面条怪的福音》。
2005年11月，堪萨斯州教育委员会投票通过决议，允许“对演化论的各类反对意见（包括智能设计论）”列入考试标准。 2007年2月13日，堪州教委以6票对4票，否决了以上决议。这也是8年来，该州教委第五次修改关于演化论的考试标准。

## 教义
雖然亨德森指出“飛天麵條神教唯一的教條就是拒絕教條”，但信徒仍主張一些基本的教條。 针对智能设计论者的常用论据，亨德森提出了众多教义加以调侃。 这些教义是由第一封公开信的内容演變而来。除了在网站上公布最新的教义外，亨德森将主要教义系统地整理为《飞行面条怪的福音》。他也因而被尊为“飞行面条怪”的先知。那些教條往往是在諷刺神創論。

根据《飞行面条怪的福音》，本教正式的祈祷结束语是“RAmen”（音：拉门，ˈlaːmɛn）。该词是一个混成词，由一个闪族词“阿门”（Amen）（犹太教、基督教和伊斯兰教均将此词作为祈祷用语）和“拉面”（Ramen）混合而来。另一种解释是，因为意大利面条源自中国，所以“RAmen”其实是面条怪更道地的称呼方式。该词在拼写时一般大写“R”和“A”，但只大写首字母“R”也可以接受。

### 創世
飞行面条怪物信仰的中心教义认为，一个不可见，且不可感知的“飞行着的意大利面条怪物”在“一次严重的酗酒后”，创造了整个宇宙。据推测，正是酒精中毒导致飞行面条怪创造的地球充满种种瑕疵。所有支持演化论的证据都是面条怪布置的。他通过让事物显得更古老，测试教徒的虔诚。当科学家采用放射测年法等科学方法以试图确定事物年龄时，飞行面条怪会通过“他面条般神圣的附肢来改变测量结果”，以使结果显得更古老。

### 死後處所
飞行面条怪物信仰的天堂中有一座喷发啤酒的火山和一座脱衣舞场 。地狱类似天堂，不同处在于火山喷出的是過期的啤酒（或馬尿）；脱衣舞娘都身患性病。

### 海盗与全球变暖

《海盗数目与全球变暖的相关性示意图》，原出自亨德森的公开信。请注意：本图横轴的45,000和35,000两个数字被刻意颠倒，以支持作者结论。这是在讽刺修改数据以符合自己所拟合的结论的人的行为。

在飞行面条怪物信仰的信仰体系中，海盗是“绝对神性的体现者”，也是最早皈依飞行面条怪的教徒。他们“强盗和流氓”的负面形象，其实是由中世纪基督教神学家和印度教奎师那派联手歪曲散布的。面条怪物信仰认为，真正的海盗是“热爱和平的探险家和正义的使者”：他们会向儿童分发糖果。至于现代海盗，则和他们“历史上热衷找乐儿的海贼”祖先毫无共同之处。飞行面条怪物信仰的教徒会在每年的9月19日庆祝国际海盗模仿日。
飞行面条怪物信仰关於海盗的教义源自亨德森的第一封公开信。亨德森提出海盗理论是为了说明「事物间的相关性并不能证明其因果性。」亨德森提出，全球变暖、地震、台风及其他自然灾害是十九世纪后海盗人数的减少造成的。根据统计资料，海盗数量的减少和全球气温的上升有着正相关性。这是为了讽刺某些宗教组织将自然灾害、饥荒、战争归结于信仰缺失的所谓“论证”。
2008年，亨德森从怪物信仰教义角度分析了日趋猖獗的亚丁湾海盗活动，将之解释为怪物信仰理论的新证据。他指出，索马里「有着全球最多的海盗人数和最低的碳排放量。」

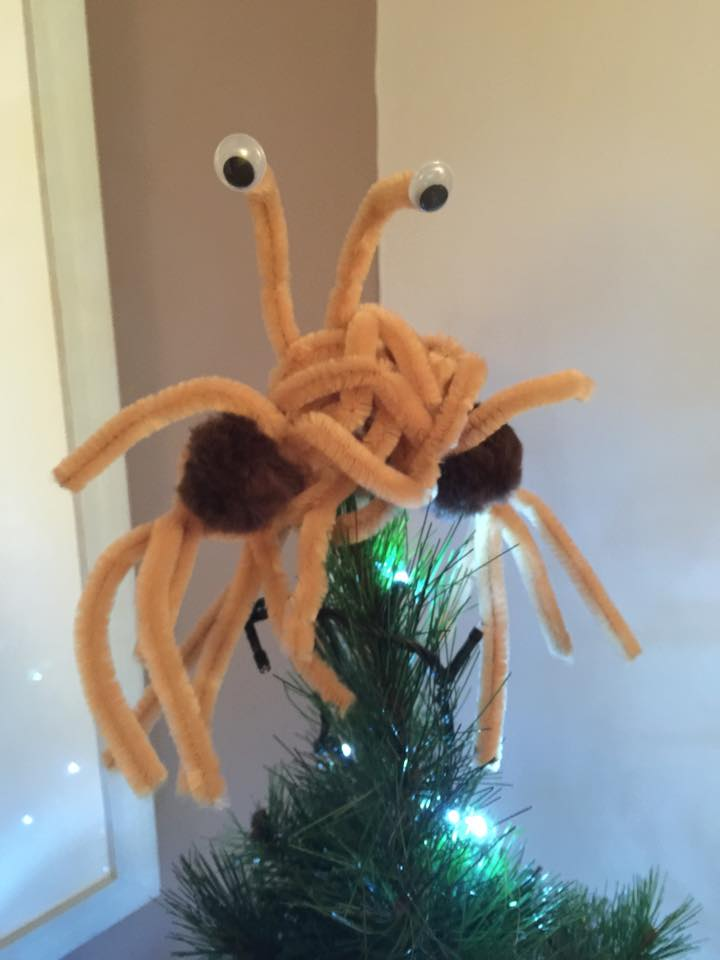
飛天意粉怪信仰的聖誕樹頂部替代裝飾

### 圣日
飞行面条怪物信仰有一个定义模糊的圣日——“假日（Holiday）”。“假日”大约和耶诞节、光明节、宽札节等在同一时段，但“并没有具体的日期，这样它就是整个假期（holiday season，指美国每年年末包括耶诞和新年在内的较长假日）”。而因为飞行面条怪物信仰“拒绝任何独断的教条或冥顽的形式主义”，因此其圣日并没有任何特殊规定。
因为西方社会日益世俗化，以往的“圣诞假期”逐渐被中性的“Holiday”一词取代。飞行面条怪物信仰的信徒将之解释为他们的圣日赢得了越来越多的支持者。当乔治·布什也开始在白宫的圣诞卡上写“祝诸位假期快乐”以取代“圣诞快乐”时，亨德森专门写了封短信，对总统给予怪物信仰的支持表示感谢。
信徒也慶祝一個模仿逾越節（Passover）的節日——「逾麵節」（Pastover）及模仿齋戒月（Ramadan）的齋麵月（Ramendan）。

## 聖典

### 飞行面条怪的福音
在2005年12月，亨德森收到了維拉德出版社的八万美元捐款，从而得以出版《飞行面条怪的福音》（简称《飞拉福音》，又译《飞麵神经》）。亨氏宣布要用卖书所得建造一艘海盗船，以便周遊世界，传播面条怪的福音。《飞拉福音》在2006年3月正式面世。並在公開信中闡述了飛天麵條神教的建立。 亨德森採用諷刺的手段提出進化生物學的缺陷，並探討飛天麵條教徒眼中的歷史和其理想的生活方式。書中呼籲讀者「試用」飛天麵條神教三十天並聲稱「如果不喜歡，你原信仰的神會很願意讓你回歸的。」其後，亨德森在其網站聲稱這本書已售出超過10萬本。
科學人雜誌把福音描述為「一個為智能設計精心製作的惡搞」及「非常搞笑」。在2006年，它被提名為鵝毛筆大獎幽默獎，但沒有獲勝。奧斯汀紀事報的韋恩·艾倫布倫納刻畫《飞拉福音》為「科學與迷信之間認真且輕鬆的戰鬥。」 每日電訊報的西蒙·辛格寫道福音「可能是有點囉嗦⋯⋯但總體來說這是一本輝煌、刺激、機智的書。」
主張智能設計的發現研究院的凱西·羅斯金則稱其為「對基督教新約的嘲弄」。

#### 莫西八诫

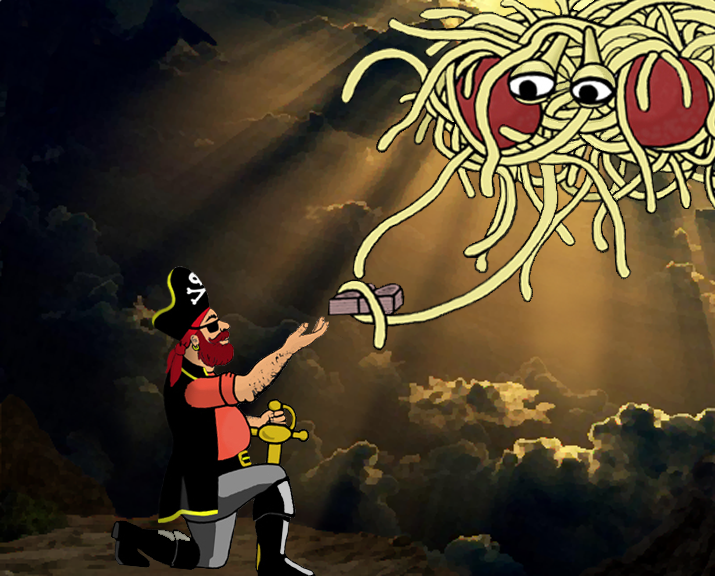
飛行麵條怪物把刻有「吾真心希望尔等不要去做」的石碑交给莫西船长（Captain Mosey）

根据《飞拉福音》的记载，当海盗莫西船长因为找不到一艘适合的海盗船而在莎莎酱山（Mount Salsa）上沉思时，他收到飞行面条怪上刻碑文10块石碑的启示。这即所谓飞行面条教「吾真心希望尔等不要去做」的调味律（以莫西海盗帮的「调味酱」〔Condiments〕讽刺摩西十「诫」〔Commandments〕）。本来「吾真心希望尔等不要去做」有10条，两条被丢到后山去了，剩下8条。该事件部分阐述了飞行面条怪物信仰教徒「脆弱的道德标准」。FSM的调味律包括一系列廣泛的規行，從如何進行性行为至怎样摄取营养。该道德标准是由飞行面条教的主——飞行面条怪——所阐述，大概以「吾真心希望尔等不要去做」简单语言表示，让任何人简单易懂，且仍旧维持祂希望其信徒记住、对该信仰与价值观的正确描述：

1. 吾真心望爾等毋自認虔誠，矯情賤樣傳布吾之麵哉聖德。若有不信吾者亦可，吾說真的！吾未虛榮若是。倘教旨與他人無關，莫要硬抝，好嗎？
2. 吾真心望爾等毋以吾之名義鎮壓、抑止、懲罰、虐待他人，且／或對他人行不義。吾不受享犧牲。潔淨是用來形容飲水，而非用來形容人的。
3. 吾真心望爾等毋以貌取人，或以衣著取人，或以言語取人，或者...嗯，反正和善點，好嗎？又，你們的獃腦給吾好好記著：女子是人，男子也是人，諸如此類。無人優於他人，除非論及時尚。而吾很抱歉，唯明辨鳧藍與晚櫻紅的女子及少數男子能得吾眷顧。
4. 吾真心望爾等毋為難自己，或為難出於自願並經父母同意而滿法定年齡且心智成熟之伴侶。若乏自知之明，又不願關上電視外出散步以回復理智者，聽吾開示：肏你的！
5. 吾真心望爾等毋於腹餒時去戰偏執拘泥、自是排異、滿懷憎恨者。吃飽飯，再操他個屁滾尿流。
6. 吾真心望爾等毋因崇拜吾麵哉聖德，而建侈靡之會堂、教堂、寺廟、聖陵、聖祠等。金錢更值得用於（以下任選）： A)濟貧扶弱，B)治病療疾，C)平靜生活，認真去愛，抑或降低網路使用費云云。吾雖為一介全知的複合碳水化合物，然吾安於簡樸，此理所當然，吾乃造物主嘛。
7. 吾真心望爾等毋到處宣揚你跟我很熟。爾等尚未有趣至斯。搞定你自己就好。吾亦曉諭爾等當愛爾之麻吉，你還參不透點化嗎？
8. 吾真心望爾等己所不欲勿施於人，尤其BDSM性虐調教拉哩拉雜之類。假使人家也好這個味兒（見前揭四），那就開幹吧，記得拍照上傳！但看在小明的分上，戴個套唄。你嘛幫幫忙，區區橡膠而已。吾若存心不讓炒飯爽快，爾等那裡就會多些釘子什麼了。

——莫西八诫

### 盗德经
2005年9月，在亨德森收到八万美元的捐款編寫《飞行面条怪的福音》之前，飛天意粉怪信仰總壇的一名飞麵教徒Solipsy，發表了一項計劃，收集來自其他教徒的文章再編譯成《盗德经》（The Loose Canon），一本類似聖經的飞行面条怪聖典。在2010年，這本書完成編譯，並在網絡發佈供大眾下載。
其內容包括：
吾是飛行麵條怪物。汝等應了解在吾前沒有其他怪物。(吾後是OK的；只是靠山而已)我就是唯一值得大寫的怪物！其他怪物都是假的，不配大寫。——《倡導篇》第1章第1节
「如果汝做了半個屁股的工作，汝將收到半個屁股！」偉大的所羅門海盜抓住他的彎刀殺掉他餘有的驢，把其切開兩份。——《懶鬼篇》第1章第51-52节

## 影響

### 文化現象

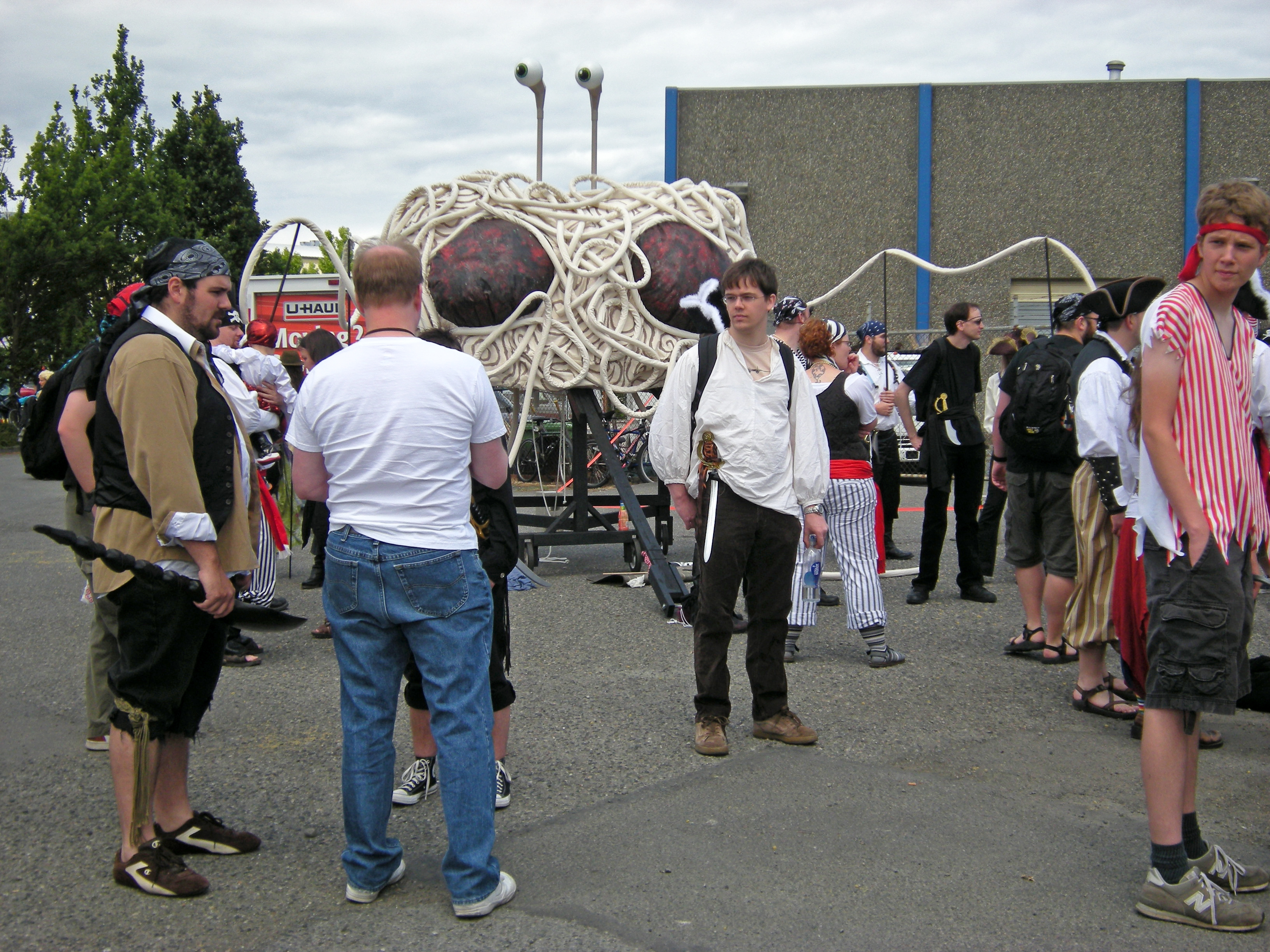
2009年的信徒活動

飛行麵條怪物信仰擁有成千上萬的信徒，信徒们被称为Pastafarian（“Pasta”在英文中是“意式面食”的意思），他們主要集中於北美和歐洲的大學校園。據美聯社報導，亨德森的網站已成為“一種智能設計反對者的話題網絡”，在論壇中，訪問者可以查詢需穿着信徒海盜服裝的信徒集會詳情、出售飾品和汽車貼紙，並且展示證明飛行麵條怪物是“存在”的圖片。
2005年8月，瑞典设计师尼克拉斯·简森（Niklas Jansson）创作了一副「可以在出版物及我能想到的其他范围内随意使用」的图画，恶搞了米开朗琪罗的名作《创世纪》中的一幅作品《创造亚当》，用飞行面条怪替换了耶和华的位置。这幅恶搞画作已经成为飞行面条怪物信仰的标志。2006年12月，美国饥饿艺术家戏剧公司创作了一出名为《飞行面条怪的游行》的喜剧。剧中详细描绘了飞行面条怪物信仰的发展历史2008年12月，他们又推出了该剧的续作，《飞行面条怪神圣的格洛格酒杯》。這個社區活動吸引了三個佛羅里達大學的宗教學者關注，他們在2007年美國科學院宗教會議組成一組並一起討論飛行麵條怪物。
英国皇家科学院院士理查德·道金斯在他2006年出版的《上帝錯覺》一书中，涉及了「飞行面条怪物信仰现象」，其他相关出版物包括《考伯特报告》、《科学星期五》等。飞行面条怪也登上了丹尼尔·丹尼特著作《破解魔咒》希腊文版的封面，以表现作者对智能设计论之荒谬的调侃。
2007年11月，在美國宗教學院年度會議中舉行了四次有關飛行麵條怪物的演講，演講主題包括聖麵和正醬：飛天麵條怪物對理論化宗教的影響，研究需甚麼必需要素才能構成一個宗教。演講者說「像飛行麵條怪物般的反宗教實際上是一種宗教。」演講內容是參考發表在GOLEM雜誌：宗教與怪物內的學術文献「進化之爭和意大利面：飛行麵條怪物和宗教戲仿的顛覆性影响」。演講組織者和該演講的9000多名參會者中有100名收到基督徒被演講開罪而發的批評電郵。
自2008年10月，飛天麵條神教地方分部於密蘇里州立大學主辦年度會議，其被稱為「Skepticon」(詞源自懷疑論者的英語“Skeptic”)，包括由無神論者和懷疑論者主辦的演講(内容包括各種議題)，並與基督教專家進行辯論。主辦方稱會議為「美國中西部最大規模的無神論者聚會。」
在加拿大犯罪题材电视剧《The Border》2008年11月播出的剧集中，男女主人公就飞行面条怪物信仰展开了讨论。
在一個非營利性小額信貸網站Kiva，飛行麵條怪物是通過他們團隊發放的貸款量與其他「宗教團體」持續競爭，該網站的座右銘是「汝等可分享，但不去尋找，永遠得不到。」其出自《盗德经》的倡導篇。截至2016年3月，它已出資了2,970,200美元的貸款
。

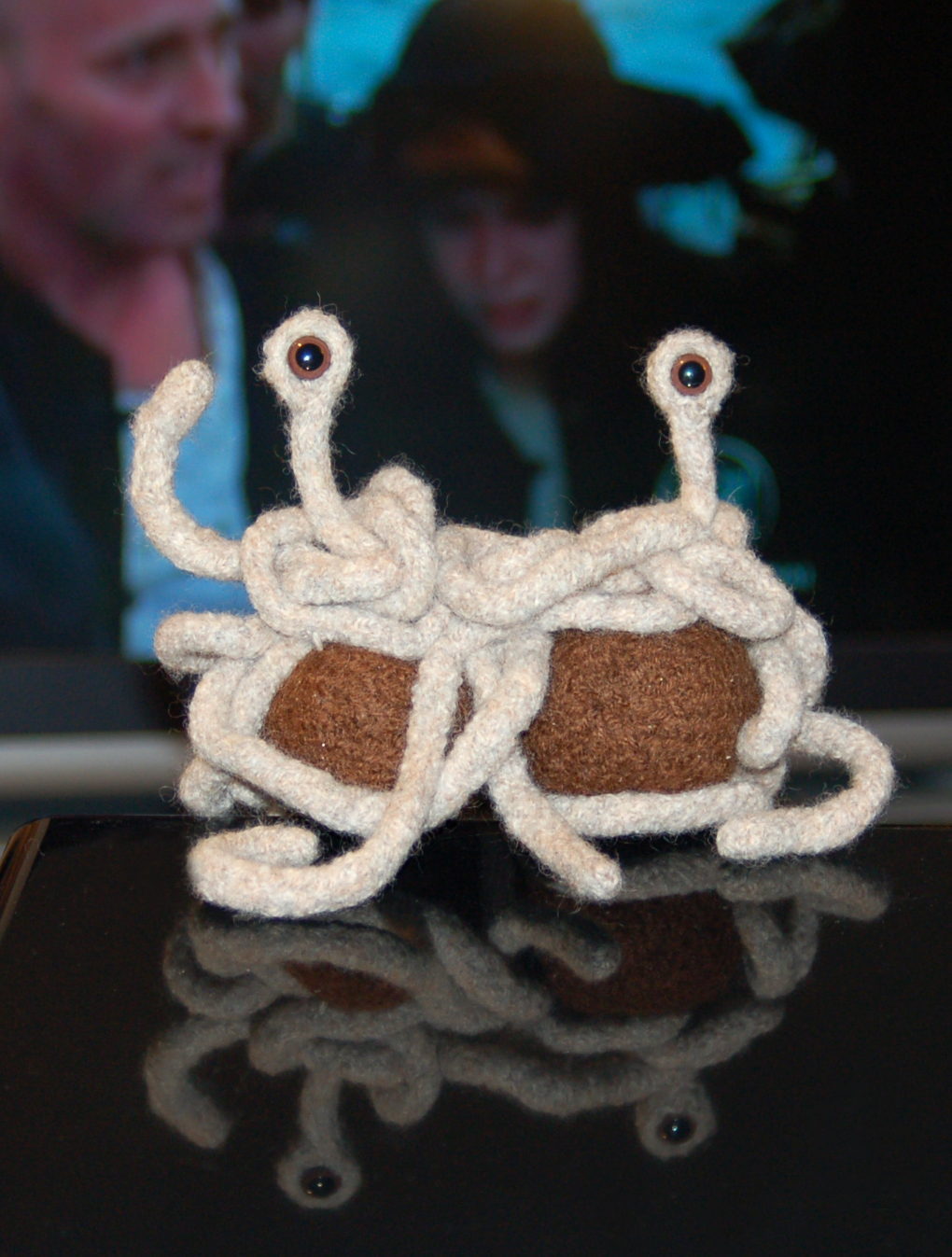
手工編織氈制的飛行麵條怪物

名为Bathyphysa conifera的管水母外型跟飞行面条怪物相似，故被戲稱為飞行面条怪物。

### 於宗教紛爭中的利用
由於其知名度和傳媒曝光率，飛行麵條怪物經常用以作為羅素的茶壺的現代版本。支持者認為，既然飛行麵條怪物的存在不可見且不可探知，類似其他超自然存在，不能證偽，證明了舉證責任落在那些肯定其存在的人身上。理查德·道金斯解釋說：「舉證責任在那些相信上帝、飛行麵條怪物、仙女或不管是什麼的人身上，而不是由我們反對者去證明它不存在。」此外，根據宗教與劇場雜誌的編輯蘭斯·伽略林（Lance Gharavi）所言，飛行麵條怪物是“一種反對任一創世觀點的爭論論據”，因為任何一種創世觀點都跟飛行麵條怪物一樣似是而非。類似的觀點也在《上帝错覺》及《無神論者的錯覺》上討論。
在2007年12月，飞行面条怪物信仰总坛积极介入佛罗里达州波尔克县县立中学的校董会议，成功阻止一场将智能设计论列入自然科学教程的动议通過。当一些校董成员表示个人对智能设计论的信仰时，一群自稱飞行面条怪物信徒的反对者發電郵給他們，表示如果动议通过，他们将要求自己的信仰也获得相同的教学时间。一位支持智能设计论的校董玛格丽特·洛芙顿（Margaret Lofton）表示，怪物信仰信徒的申诉信「令我们沦为了世界上最大的笑柄」。此事引起了南佛罗里达大学的科学家的关注。当他们表示了明确的反对意见后，玛格丽特表示将不再支持类似提案。

## 法律地位

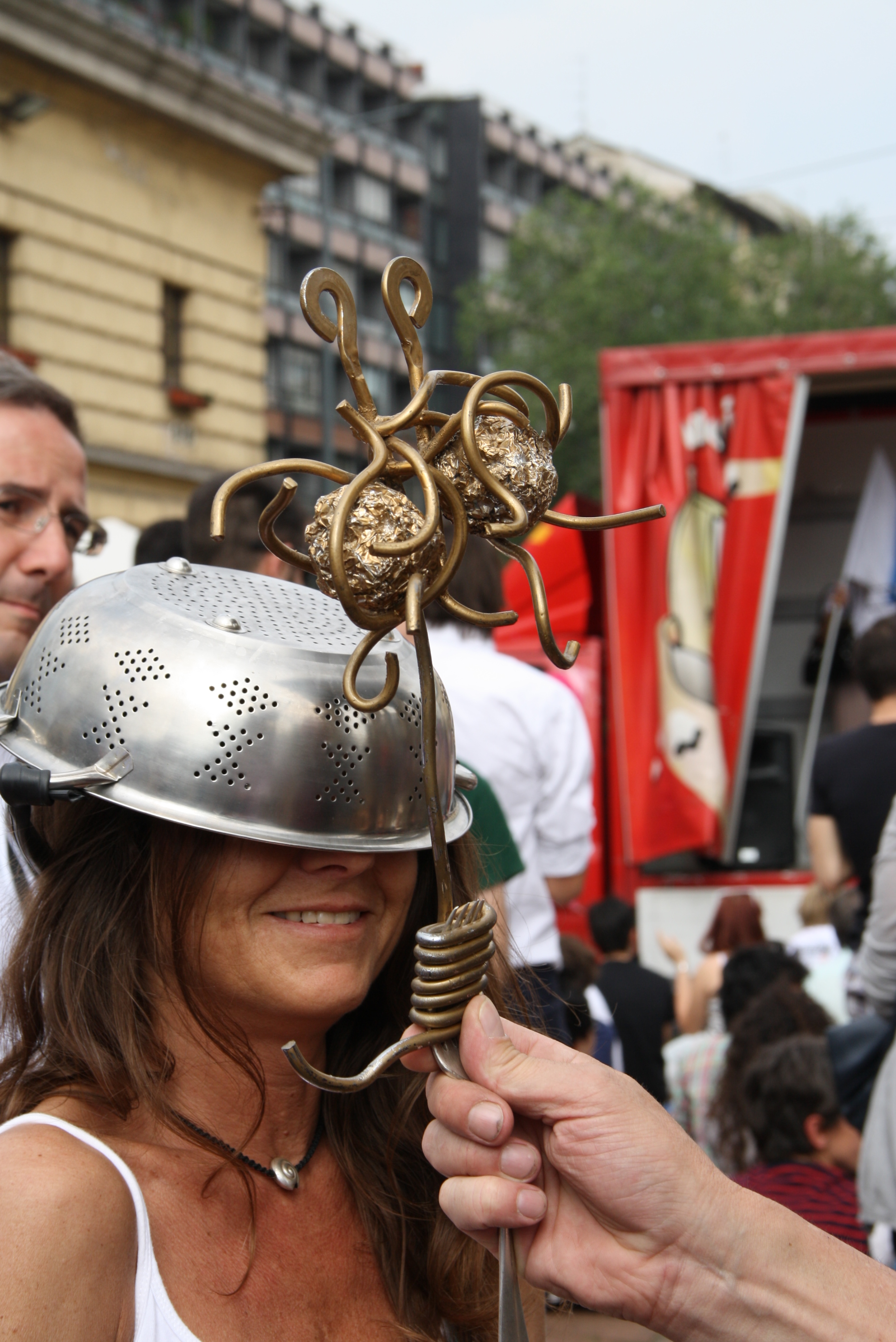
一個女人戴着麵條濾鍋，為飛天麵條神教的頭飾

飛天麵條神教的各國分支一直在努力使其成為正式被認可的宗教，並有不同程度的成功，在新西蘭，飛天麵條神教則已得到授權，可以舉辦婚禮。2016年，被荷兰和丹麦政府各自認可成為正式的宗教。 2017年，在台灣以飛天義大利麵怪物神教為宗教的宗教法人台灣人文煮意麵團已經受到內政部許可立案通過。
內布拉斯加州的美國聯邦法院裁定，飛行麵條怪物是一個帶諷刺性的虛構宗教，而不是一個真實宗教，因此，飛天麵條神教不享有宗教土地利用和制度人口法的保障：
判決部分內容：「這不是神學的問題。」「《飞拉福音》顯然是在諷刺，意味著娛樂大眾的同時發表一個苛刻的政治批判，要它作為宗教教義跟把虛構小說的宗教当成真實一樣。」

### 婚姻
飛天麵條神教已在其網站上規定了一套婚姻程序，讓司儀在其管轄地區按程序主持婚禮。信徒們指政教分離限制了政府任意標籤宗教教派，但另一被限制標籤的是程序。2014年11月，羅德尼·邁克爾·羅傑斯（Rodney Michael Roger）聯同明尼蘇達的無神論者（明尼蘇達州最大的無神論者組織）為人權狀告華盛頓縣違反明尼蘇達州憲法第十四修正案的平等保護條款、憲法第一修正案言論自由條款，控方律師聲稱這是對無神論者的歧視：「當法規明確允許識別證婚的宗教憑證包括從飛天麵條神教得到的20美元的儀式……要求確保證婚人的資格條件已經是毫無意義。」其後華盛頓縣改變了政策，允許羅傑斯主持婚禮，但在2015年5月13日，聯邦法院認為案件已經變得沒有實際意義，並駁回此案。其後無神論者人權組織控告明尼蘇達，要求駁回「法院認為案件是沒有實際意義。」2016年4月16日，新西蘭舉辦第一個具法律認受性的飛天麵條神教婚禮。

### 言論自由
有一些自稱信徒的人以不同方式去爭取飛天麵條神教應得到與其他宗教相等的權利，如「身着海盗装束」上學（但遭停学），其後宣稱身着海盗装束為其信仰中的重要部分、要求允許在縣法院公開擺放並演示飛天麵條神教的代表性擺設，就像猶太教光明節燈台及基督教的耶穌誕生場景一樣，但後來該議案被否決、與其他教派平等地在縣法院草坪顯示其“圣日”、在一塊交通指示牌上公佈每週麵食質量並把交通指示牌放在天主教和新教通往禮拜教堂的指示牌旁邊。

### 身份照片上的頭飾
不少自稱飛天麵條神教信徒的人在拍不同的個人身份相片時配戴著一個麵食濾鍋，並自稱是出於「宗教原因」才戴著頭飾拍照，這是因为某些地區法規規定只能因宗教等原因才能戴著頭飾拍個人身份相片，其中有不少「信徒」的個人身份相片成功獲得許可，包括奧地利、捷克、新西蘭、俄羅斯等地的信徒，其中更包括前色情明星亞西婭·卡列拉；但亦有部份信徒的申請遭拒，不認可的理由包括麵條濾鍋「不在允許的宗教頭飾名單上」、「宗教動機不是拍護照照片時授予戴頭飾的理由」。
部分示威行動的示威者也会戴著濾鍋，如2012年6月2日意大利米蘭的反教權主義示威者，他們藉戴著濾鍋扮演服從飛行麵條怪物的人。

## 各界反應
根據美聯社的賈斯汀·波普所言：
字裡行間，該公開信的觀點是這樣的：智能設計跟一個全能的意大利面生物創造了宇宙的想法相比下沒有更多的科學依據。如果智能設計的支持者可以要求智能设计论及演化论在自然科学课上取得相同课时，為什麼其他論點就不可以？唯一合理的解決辦法就是甚麼也不加進自然科学课，但教授現有的科學。——賈斯汀·波普

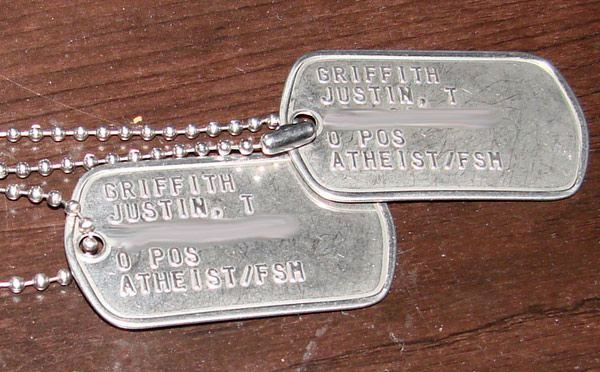
美國陸軍ID標籤（狗牌）列出“無神論/ FSM”作為宗教傾向

賈斯汀·波普（ Justin Pope）稱讚飛行麵條怪物為「一個聰明而有效的論據。」《每日電訊報》的西蒙·辛格 稱飛行麵條怪物為「堪稱神來之筆，突顯出智能設計的荒謬。」，並稱讚亨德森為「科學和理性的辯護。」《紐約時報》的薩拉·波克斯特（Sarah Boxer）稱亨德森「十分風趣。」此外，飛行麵條怪物在一篇有關公民權利及公民自由的法律評論文章腳註提到，其作為進化「進入流行文化的戰局。」的一個例子，評論文章的筆者認為進化论必戰勝智能設計论。進化之爭和意大利面：飛行麵條怪物和宗教戲仿的顛覆性影响這篇論文的摘要：提到飛行麵條怪物為「一個有力的例子說明幽默如何作為狂歡顛覆的流行工具。」論文的作者稱讚飛天麵條神教的「謙遜認識論。」此外，亨德森的網站還擁有眾多來自科學界的認可。《衛報》的傑克·斯科菲爾德（Jack Schofield）說「這個笑話當然可以說是比智能設計更合理。」
推廣智能設計的發現研究院的凱西·拉斯金（Casey Luskin）對此有保留「他們的邏輯問題是智能設計是一個武斷的解釋，智能設計不是一個武斷的解釋，因為我們在自然界中見識到的複雜性是出自某某種超自然智能的設計。」專欄作家傑夫·雅各比在《波士頓環球報》寫道，智能設計「不是原始主義、聖經狂熱或飛行麵條。這是科學。」然而美國國家科學院對此觀點予以否定。在創世紀中解答的一位年輕地球創造論者彼得·加靈（Peter Galling）說「諷刺的是，飛天麵條神教除了嘲諷上帝自己，是諷刺智能設計論不標識特定的神，也就是說，保留開放的可能性，意大利麵條怪物本身也有可能是智能設計者，故諷刺是有可能的，因為智能設計論並沒有與特定的宗教聯繫，與其他批評人士所指的完全相反！」美南浸信會神學院牧師馬克·哥本格（Mark Coppenger）說：「我很高兴地說，我覺得FSM以嘲諷基督教的傳統傷害進化論計劃以來……這強化了正確的印象，有一群人蔑視聖經信仰……此外，戲仿是瘸子，有幾件事情比自己的對手低賤出手更鼓舞人心。」
2019年12月，中国共产党海南省委员会巡视组在巡视海南医学院时，要求排查“飞天拉面神教”信教人员，相关通知截图在中国互联网上流传。12月9日，有网友致电该巡视组值班电话沟通时，值班工作人员表示“已有很多同志挂电话过来了，这个事情我们也知道了，就当做一个笑话吧。我们基本上了解了，不当成一个问题了，不当成一个事了。”